# Shaker Al-Shujaa
Shaker Al-Shujaa (2 agosto 1972) è un ex calciatore saudita, di ruolo portiere.

## Palmarès

### Nazionale
- Campionato mondiale Under-16: 1

Scozia 1989